# Exochus fuscipennis
Exochus fuscipennis là một loài tò vò trong họ Ichneumonidae.